# عطر الشام 3 (مسلسل)
مسلسل عطر الشام 3 مسلسل سوري، وهو تكملة للأجزاء السابقة من مسلسل عطر الشام.

## الممثلون والشخصيات
- رشيد عساف (أبو عامر - ضيف شرف)
- سلمى المصري (شهيرة خانوم)
- وائل رمضان (مظهر بيك)
- رنا أبيض (مطيعة)
- نادين خوري (عزمية خانوم)
- يحيى بيازي (حامد )
- وفاء الموصللي (أم عزو)
- علاء قاسم (كداس)
- وسيم الرحبي (أبو محمود)
- يزن خليل (صياح)
- فاديا خطاب (سعاد)
- سوسن ميخائيل (أم سعيد)
- رضوان عقيلي(أبو عزو)
- زهير رمضان (أبو صخر ضيف شرف)
- ليليا الأطرش (كاملة - ضيفة شرف)
- إمارات رزق (فوزية - ضيفة شرف)
- نور أحمد (فتحية)
- علي صطوف بدور (الكومندان)
- صباح الجزائري (أم جميل - ضيفة شرف)
- نجاح سفكوني (أبو جميل - ضيف شرف)
- مروان غريواتي  (شيخ الحارة)
- علي كريم (أبو سليم)
- كفاح الخوص (بشير أفندي)
- إيمان عبد العزيز (أم صافي)
- فاتح سلمان (جميل)
- قاسم ملحو (أبو الرجا)
- جيانا عنيد (فهيمة)
- عبد الرحمن أبو القاسم (أبو صافي)
- محمد حمادة (ماجد)
- ليا مباردي (عفاف)
- علا باشا (وردة)
- أمية ملص (أم هاشم)
- أنطوانيت نجيب (أم كداس)
- ريم عبد العزيز (ام عدلي)
- باسل حيدر (عدلي)
- وليد حصوه بدور (الجاسوس)
- صفوح ميماس بدور (هارون أحد رجال أبو الرجا)